# Dryżyna (przystanek kolejowy)
Dryżyna – nieczynny kolejowy przystanek osobowy w Dryżynie, w województwie lubuskim, w Polsce.